# Fury 325
Fury 325 är en berg- och dalbana av stål i parken Carowinds i Charlotte, North Carolina och South Carolina i USA. Berg- och dalbanan, som är tillverkad av schweiziska Bolliger & Mabillard, har en maxhöjd på 99 m och en maxfart på 153 km/h, vilket gör berg- och dalbanan till den högsta och högst fortgående i världen inom kategorin Giga coaster, samt den femte högsta berg- och dalbanan i världen, generellt. Åkturen kännetecknas av kurvor där berg- och dalbanans tåg passerar i hög hastighet och vid parkens huvudentré, där berg- och dalbanans tåg passerar över och under en bro. Fury 325 är till stora delar lik berg- och dalbanan Leviathan i parken Canada's Wonderland i Kanada.

## Åktur
Tåget departerar stationen och passerar transferationsspåret: där tåg som inte är i bruk ställs, och fortsätter sedan uppför den 99 meter höga uppförsbacken, med hjälp av en dragkedja. Vid toppen, åker tåget nedför den 81-gradigt vertikala nedförsbacken och uppnår en fart på omkring 153 km/h. Tåget åker sedan in i en 58 meter hög så kallad "barrel turn", en form av lutande kurva. Tåget fortsätter sedan i hög hastighet genom en s-kurva, till parkens huvudentré, där den passerar över en bro varav en omvändning i form av en "horseshoe" sker och tåget åker tillbaka, under samma bro. Tåget åker in i en vänsterlutande kurva, varpå det åker över en "airtime hill", med negativ g-kraft. Tåget åker därefter genom en nästan 180-graders spiral, som följs av två till "airtime hills" innan tåget kommer till den slutliga bromssektionen. Enligt Carowinds, är åkturen tre minuter och 25 sekunder.